# Квазіпраліс Верховинського лісництва
Квазіпраліс Верховинського лісництва — пралісова пам'ятка природи місцевого значення. Об'єкт розташований на території Верховинського району Івано-Франківської області, ДП «Верховинське лісове господарство», Верховинське лісництво, квартал 34, виділ 14.
Площа — 37 га, статус отриманий у 2020 році.